# Diamphipnopsis samali
Diamphipnopsis samali is een steenvlieg uit de familie Diamphipnoidae. De wetenschappelijke naam van de soort is voor het eerst geldig gepubliceerd in 1960 door Illies.